# Choisie entre toutes
Pour plus de détails, voir Fiche technique et Distribution.
Choisie entre toutes (titre original : You Were Meant for Me) est un film musical américain en noir et blanc réalisé par Lloyd Bacon, sorti en 1948.

## Synopsis
En 1929 à Bloomington en Illinois. Peggy Mayhew (Jeanne Crain), son cavalier Roy et ses amis Louise Crane (Barbara Lawrence) et Eddie (Herbert Anderson) se rendent à un bal où jouent Chuck Arnold (Dan Dailey) et son orchestre. Peggy est époustouflée par la polyvalence de Chuck : il chante, joue de la trompette, de la clarinette et du trombone, et il est le leader du groupe. Peggy remporte un lot au tirage du numéro de la chance, et quand les prix sont présentés par Chuck, elle tombe instantanément amoureuse de lui et l'embrasse devant tout le monde. Plus tard, Chuck invite Peggy à venir à Peoria, où le groupe joue le lendemain soir...

## Fiche technique
- Titre français : Choisie entre toutes
- Titre original : You Were Meant for Me
- Réalisation : Lloyd Bacon
- Scénario : Elick Moll, Valentine Davies
- Direction artistique : Richard Irvine, Lyle Wheeler
- Décors : Paul S. Fox, Thomas Little
- Costumes : Kay Nelson
- Photographie : Victor Milner
- Son : Roger Heman Sr., E. Clayton Ward, George Leverett
- Montage : William Reynolds
- Musique : Cyril J. Mockridge
- Producteur : Fred Kohlmar
- Société de production : 20th Century Fox
- Société de distribution : 20th Century Fox
- Pays de production :  États-Unis
- Langue originale : anglais
- Format : noir et blanc — 35 mm — 1.37:1 — son monophonique
- Genre : musical, drame et romance
- Durée : 92 minutes
- Dates de sortie :
  - États-Unis : 1er février 1948
  - France : 28 décembre 1949

## Distribution
- Jeanne Crain : Peggy Mayhew
- Dan Dailey : Chuck Arnold
- Oscar Levant : Oscar Hoffman
- Barbara Lawrence : Louise Crane
- Selena Royle : Mme Cora Mayhew
- Percy Kilbride : M. Andrew Mayhew
- Herbert Anderson : Eddie

## Récompenses et distinctions

### Nominations
- Writers Guild of America Awards : meilleur scénario pour une comédie musicale américaine pour Elick Moll et Valentine Davies en 1949